# Buzești (okręg Gorj)
Buzești – wieś w Rumunii, w okręgu Gorj, w gminie Crasna. W 2011 roku liczyła 315 mieszkańców.